# 영등포구 (1978년 선거구)
영등포구는 대한민국의 옛 국회의원 선거구이다. 당시 서울특별시 영등포구 지역을 관할했다.

## 역사
제10대 국회의원 선거를 앞두고 영등포구 갑 선거구와 영등포구 을 선거구가 통합되면서 신설되었다.
1980년 4월, 구로동·가리봉동·독산동·시흥동·고척동·개봉동·오류동·궁동·온수동·천왕동·항동·신도림동 일부가 구로구로 독립했다. 이에 제11대 국회의원 선거를 앞두고 해당 지역들이 구로구 선거구를 이루면서 분구되었다.
제13대 국회의원 선거를 앞두고 영등포구 갑, 영등포구 을 선거구로 분리되면서 폐지되었다.

## 역대 국회의원
| 선거   | 정당 | 정당       | 1위 의원 | 정당 | 정당       | 2위 의원 |
| ------ | ---- | ---------- | -------- | ---- | ---------- | -------- |
| 1978년 |      | 신민당     | 박한상   |      | 민주공화당 | 강병규   |
| 1981년 |      | 민주정의당 | 이찬혁   |      | 민주한국당 | 이원범   |
| 1985년 |      | 신한민주당 | 박한상   |      | 민주정의당 | 이찬혁   |

### 대한민국 제10대 국회의원 선거
|  | 54.01% |

|  | 25.32% |

|  | 16.52% |

|  | 4.13% |

### 대한민국 제11대 국회의원 선거
|  | 30.60% |

|  | 23.58% |

|  | 21.38% |

|  | 6.70% |

|  | 5.89% |

|  | 4.14% |

|  | 3.36% |

|  | 2.52% |

|  | 1.77% |

### 대한민국 제12대 국회의원 선거
|  | 36.79% |

|  | 23.90% |

|  | 20.18% |

|  | 8.02% |

|  | 5.82% |

|  | 5.26% |